# Pothyne rugiscapa
Pothyne rugiscapa är en skalbaggsart som beskrevs av Stefan von Breuning 1940. Pothyne rugiscapa ingår i släktet Pothyne och familjen långhorningar. Inga underarter finns listade i Catalogue of Life.